# Fundación Penzol
La Fundación Penzol fue creada en Vigo, Galicia, por Francisco Fernández del Riego, Ramón Piñeiro y otros galleguistas ilustres en el año 1963 con el fin de preservar el legado de Fermín Fernández Penzol-Labandera (1901-1981), registrador de la propiedad con residencia en Madrid, y crear un centro de estudios y de documentación acerca de la Lengua y la Literatura gallega.
Está compuesta por una de las mayores colecciones que existen de folletos, libros, documentos, periódicos y revistas, cartas y material manuscrito referente a la lengua y a la historia gallega.
Esta colección se inició durante su época de estudiante. En esta época conoció a Alfonso R. Castelao, a Ramón Cabanillas y a Vicente Risco. También se incorporó al naciente movimiento nacionalista, participando en la fundación de la Mocidade Céltiga, agrupación juvenil ligada a las ideas de Vicente Risco.
Ejerció como registrador de la propiedad en diversos lugares de la península, como en Castropol, donde estaba su casa materna.
Poco antes de su muerte, Fermín Fernández Penzol-Labandera hizo depositario de este legado a la Editorial Galaxia, que asumió su mantenimiento. En dicha fundación también participaron significados empresarios gallegos, como Antonio Fernández López y Álvaro Gil Varela, amigos personales del depositario.
Actualmente tiene su sede en la Casa Gallega de la Cultura en Vigo, dependiente del Ayuntamiento, en la Plaza de la Princesa, n.º 2.